# Métier à tisser vertical
Pour les articles homonymes, voir métier.

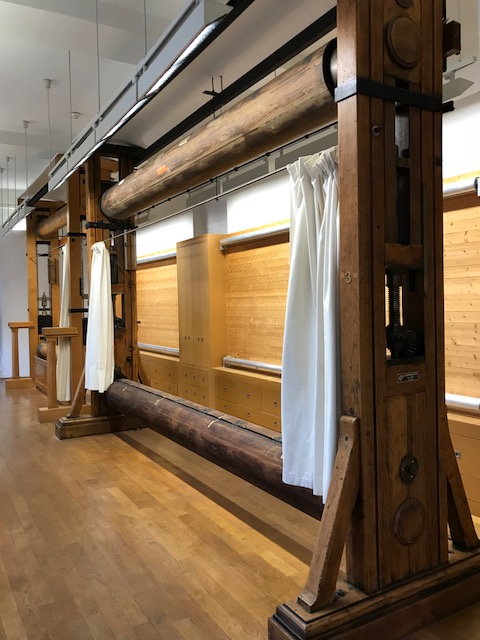
Métier à tisser vertical, destiné à tisser les tapisseries de haute lice des Gobelins, Paris

Un métier à tisser vertical est un type de métier à tisser utilisé pour réaliser des tissus. 
Des métiers verticaux sont aussi utilisés pour réaliser des tapisseries avec des techniques différentes (voir la page tapisserie).

## Histoire

### Le métier à tisser vertical à deux traverses
Les premiers métiers n’avaient pas de barres de lisses, chaque fil de trame était enfilé avec une navette plate ou avec une aiguille, fil après fil, puis battu (ou tassé) avec un peigne en bois tenu à la main.
Ces métiers verticaux comportaient deux traverses horizontales et les fils de chaîne étaient tendus entre les deux, ce qui limitait la longueur du tissu à deux fois la hauteur du métier.
Une amélioration technique fut apportée par la barre de lisses, parallèle à l’ensouple et qui permit d’écarter la rangée paire de fils de chaîne de la rangée impaire, pour laisser passer la navette.

### Le métier à tisser vertical à pesons, à une barre de lisses

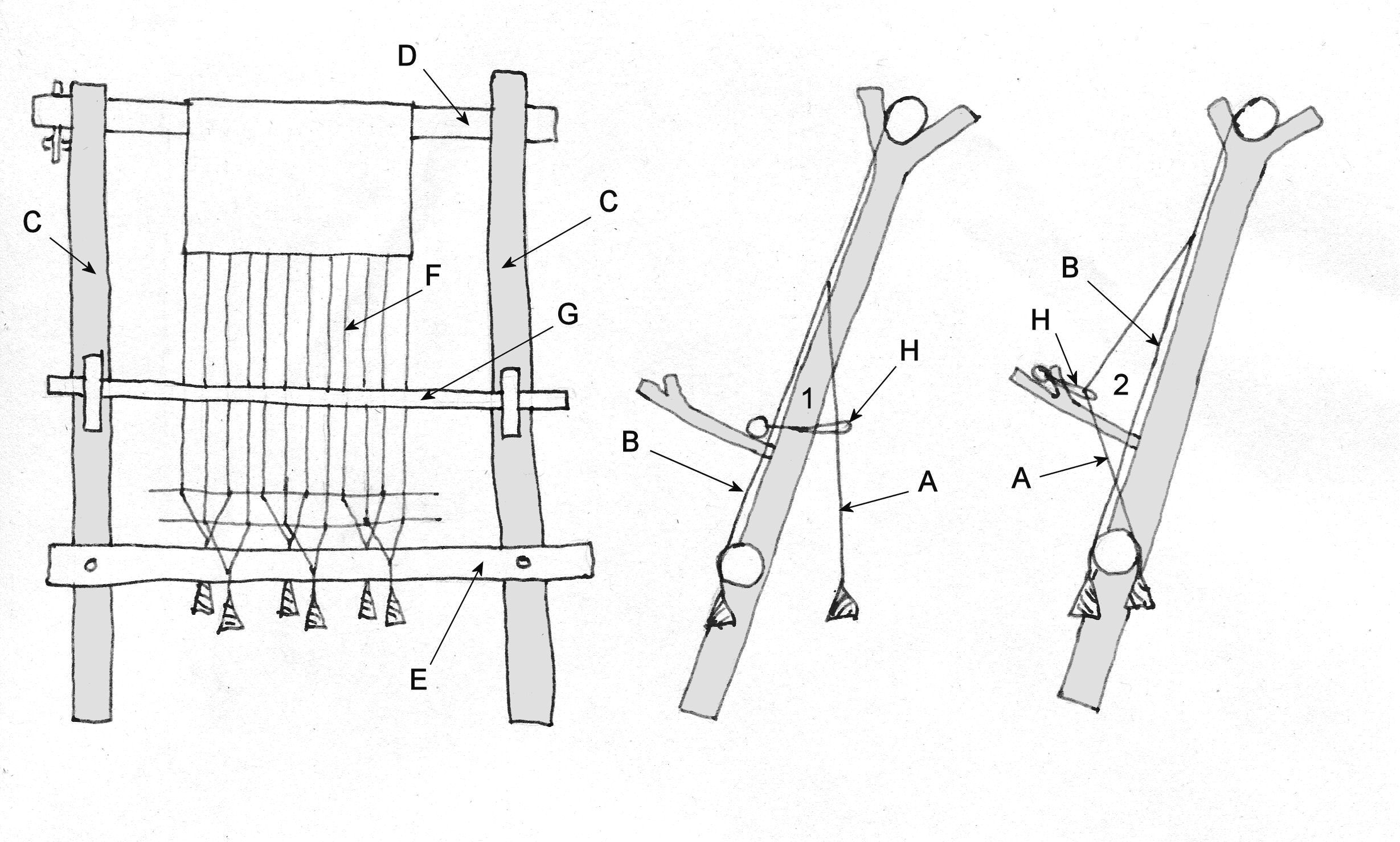
Schéma d'un métier à tisser vertical à pesons

Il est connu dès le néolithique et utilisé par les gaulois pour réaliser des tissus au point toile unis, à motif écossais ou à rayures.

Le métier vertical à pesons est constitué de deux montants verticaux (C) reliés à leurs sommets par une barre ronde appelée l’ensouple (D) sur laquelle s’enroule le tissu (Ces montants dit verticaux ne le sont pas tout à fait verticaux car ils sont en général appuyés contre un mur et font donc un angle avec ce mur). De l’ensouple pendent verticalement les fils de chaîne (F). Les fils de chaîne sont divisés en deux groupes pour une armure simple (armure toile), les fils pairs et les fils impairs. Une traverse inférieure horizontale (E) sépare les fils pairs des fils impairs. Les fils pairs (A) pendent perpendiculairement au sol, derrière la traverse inférieure et font un angle avec les montants. Les fils impairs (B) sont appuyés sur la traverse inférieure et sont parallèles aux montants. L’espace entre les deux nappes de fils de chaîne se nomme la foule naturelle (1).

On utilise, pour ce type de tissage, des pesons en pierre ou en terre cuite qui sont, souvent, les seuls indices archéologiques subsistant qui indiquent l'usage de ce type de métier à tisser. Les pesons servent de lest pour tendre les fils de chaîne sur le métier.

En effet, chaque nappe de fils de chaîne est divisée en groupes de fils auxquels sont attachés ces pesons, qui servent, donc, à assurer une bonne tension. Les fils de chaîne pairs (ceux qui pendent verticalement à l'arrière) sont reliés à la barre de lisses (G) par des lisses (H) dont chacune passe entre deux fils impairs. La barre de lisses est placée sur des supports qui lui permettent de prendre deux positions. La première position donne la foule naturelle. Le fil utilisé pour tisser, que l’on nomme fil de trame, est passé entre les deux nappes de fils dans cette foule avec une navette ou simplement avec la pelote de fil, puis tassé vers le haut avec une épée de tissage ou avec un peigne. Dans la seconde position, la barre de lisses est tirée vers l’avant, la nappe de fils pairs passe devant la nappe de fils impairs, ce qui crée une foule différente que l’on nomme la foule artificielle (2). Le fil de trame est repassé dans l’autre sens dans cette foule. Ce passage du fil de trame à travers la foule dans un sens et dans l’autre est répété jusqu’à ce que le tissu soit terminé.

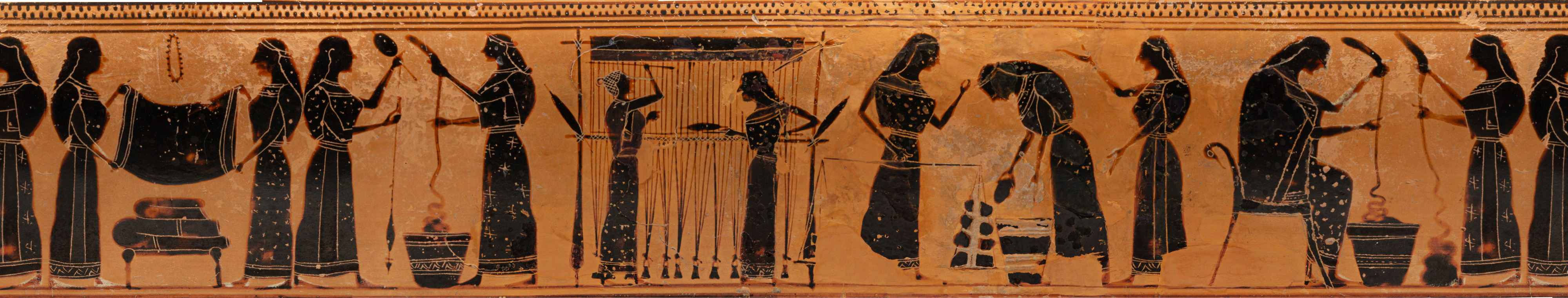
Déroulé d'un lécithe (vase à huile) à figures noires, 550–530 AEC. Peintre d'Amasis. The Metropolitan Museum of Art.
L’une des responsabilités les plus importantes des femmes était la préparation de la laine et le tissage des tissus. Ici, au centre, deux femmes travaillent sur un métier à tisser vertical à pesons, à une barre de lisses. A droite, trois femmes pèsent la laine brute. Plus à droite mais aussi à gauche du métier à tisser quatre femmes filent la laine, tandis qu'entre elles (sur ce déroulé: à gauche) le tissu fini est plié.

### Autres métiers verticaux à pesons

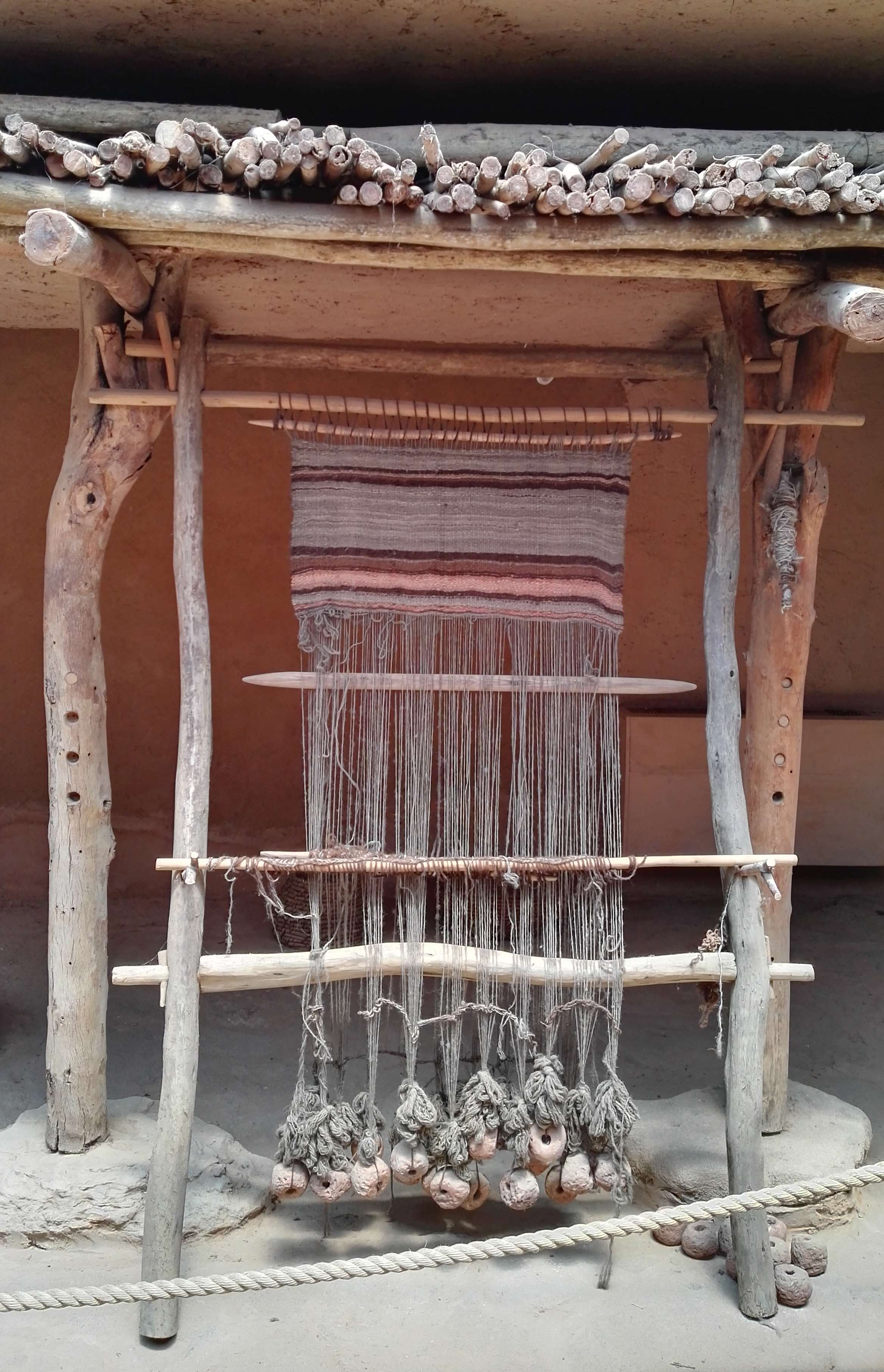
Reconstitution d'un métier du Xe – VIIe siècle av. J.-C., Eretz Israel Museum, Tel Aviv.
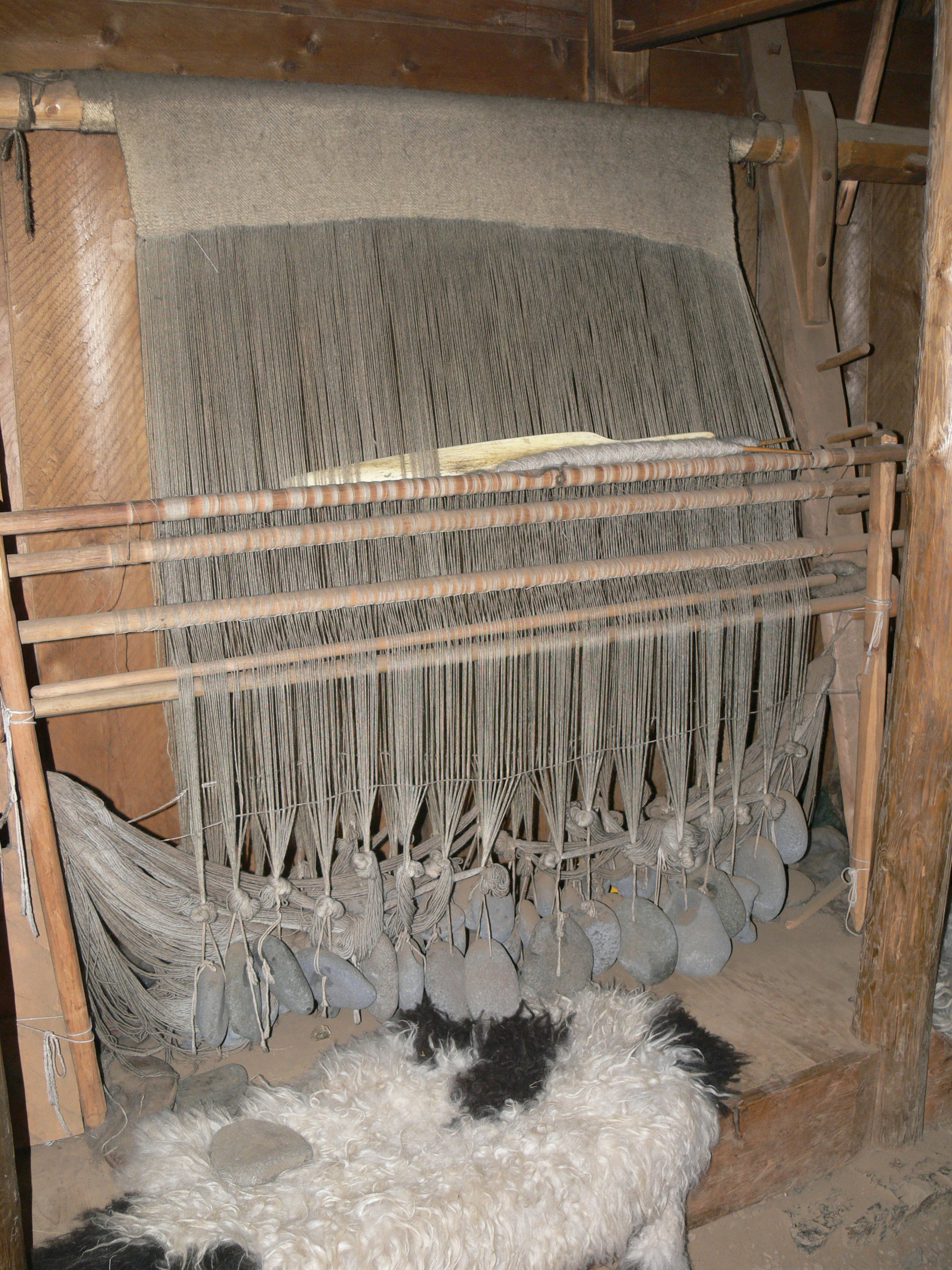
Métier vertical en Islande. Musée de l'ancienne maison d'Éric le Rouge.
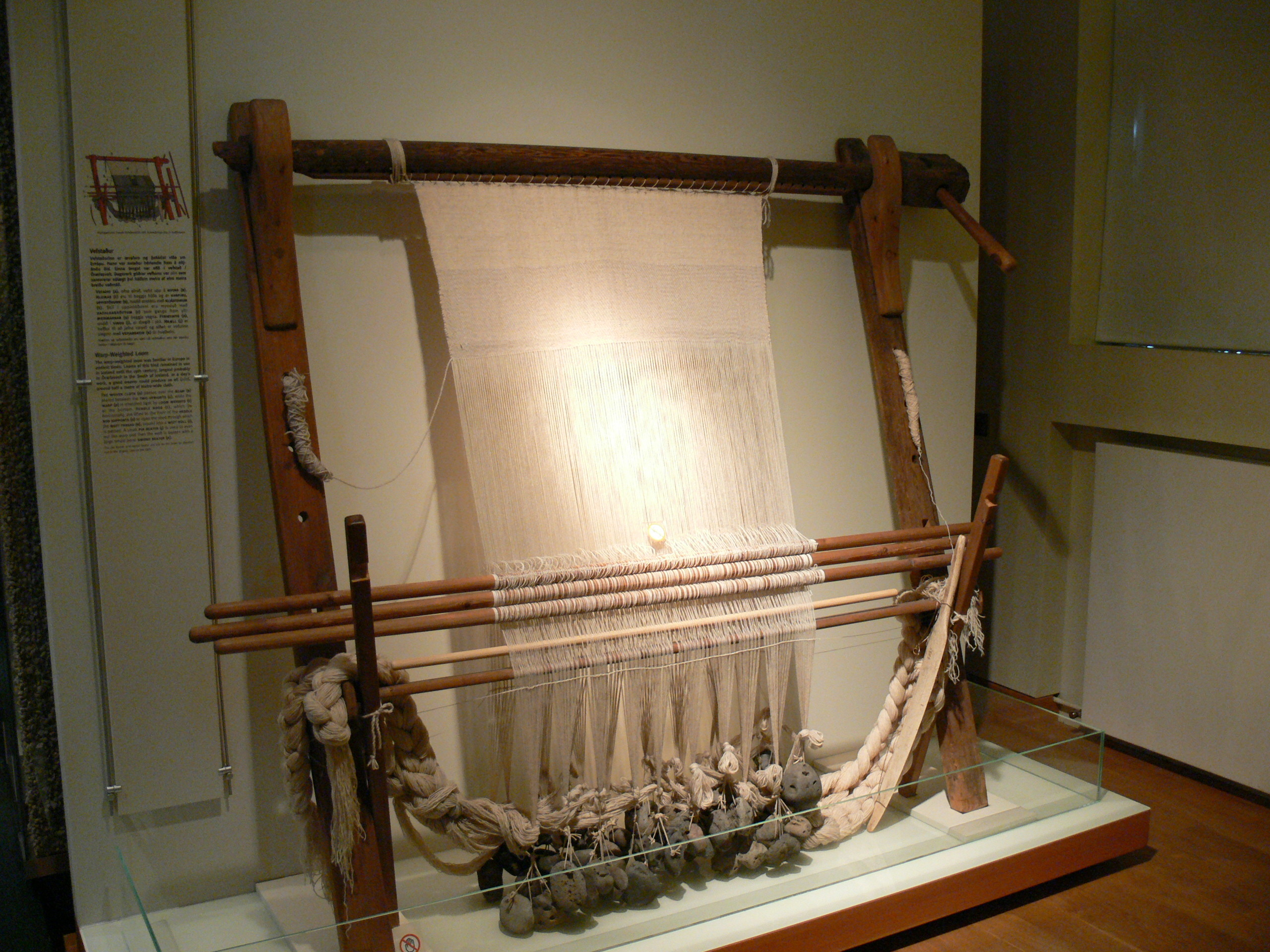
Métier à tisser vertical à pesons, utilisé en Islande jusqu'au XIXe siècle. Musée de Reykjavik
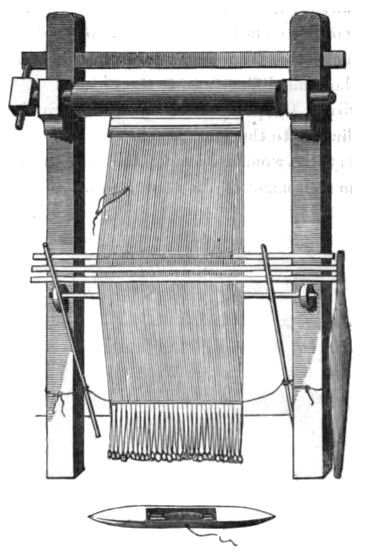
Métier vertical à tisser la laine en Islande, avant 1878.
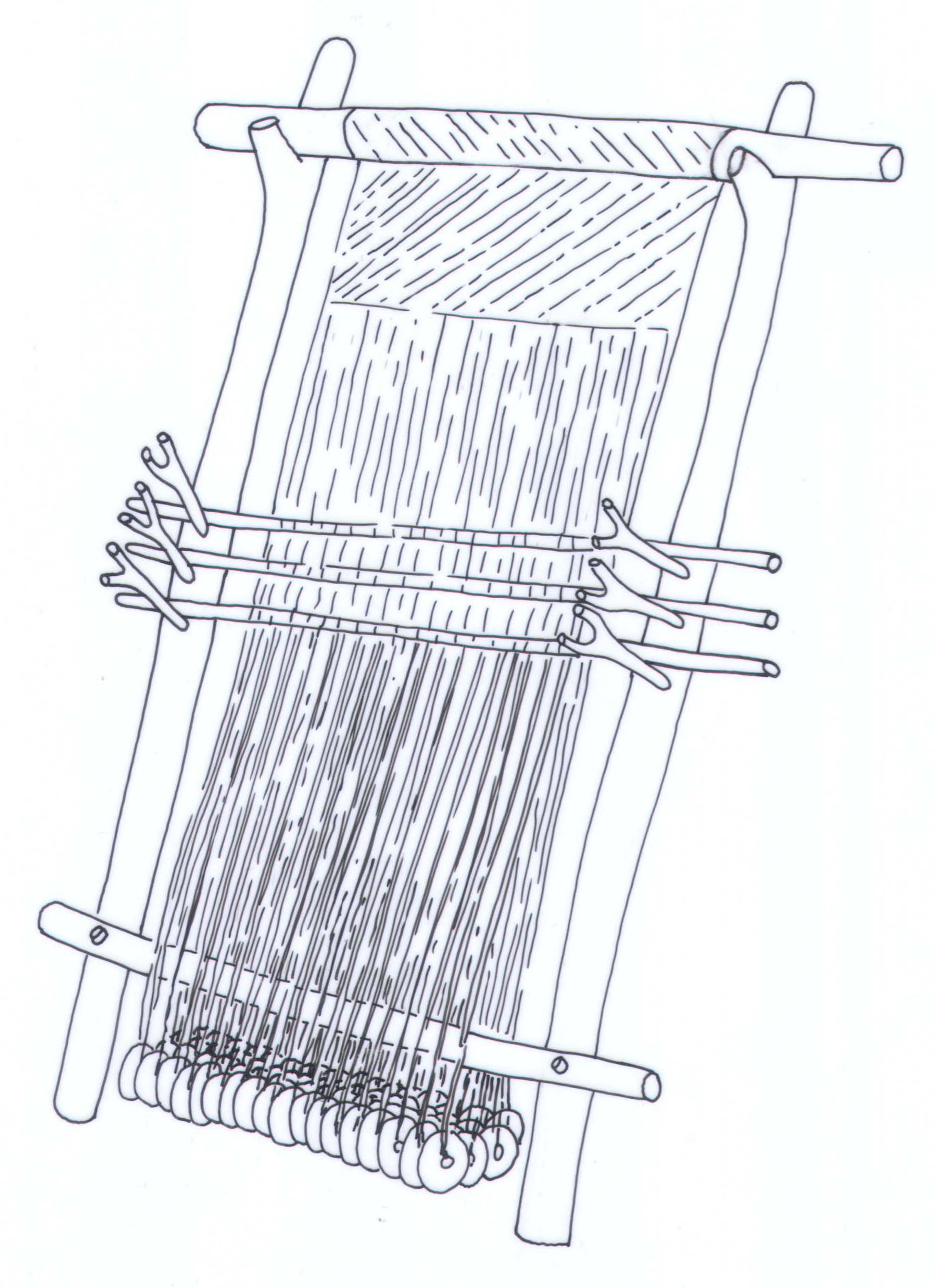
Copenhague.
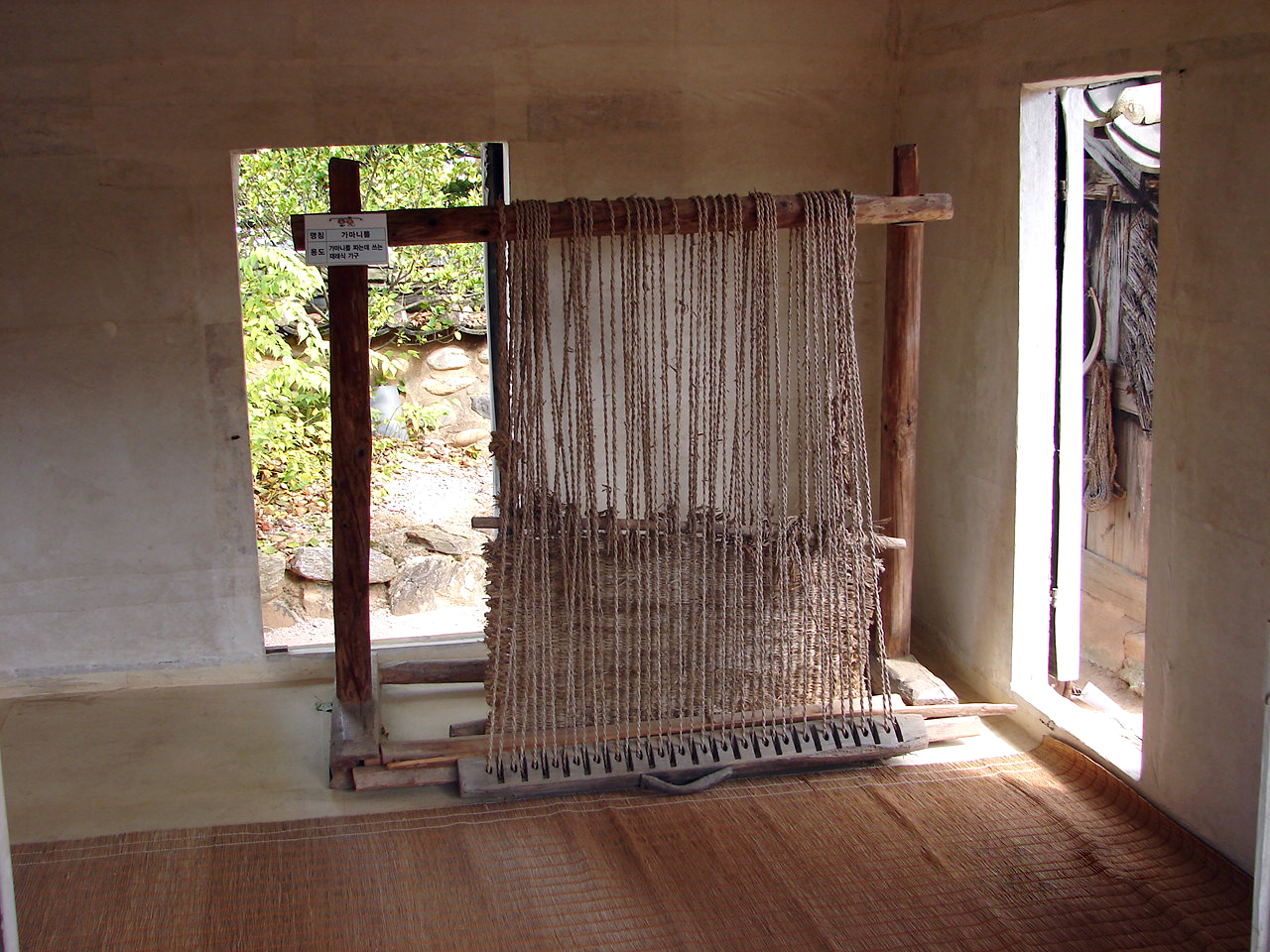
Métier à tisser à partir de paille de riz, pour stocker le riz. Maison Jigok-ri, Musée de Cheongpung (en), Corée.

#### Le métier à tisser vertical à pesons à deux barres de lisses
Il permet de se passer de traverse inférieure. Chaque barre de lisses est attachée à la moitié des fils de chaîne et permet ainsi de tisser une armure toile en tirant alternativement l'une et l'autre barre.

#### Le métier à tisser vertical à pesons à quatre barres de lisses
Il est apparu au premier âge du fer (entre le VIIIe siècle et le Ve siècle av. J.-C. environ). Chaque barre de lisses est reliée à un quart des fils de chaîne. Il permettait de tisser des armures croisées (sergé, chevrons ou losanges).
Il pouvait être accompagné de deux métiers à tisser à tablettes (un de chaque côté) qui servaient à créer un galon servant de lisière sur les côtés du tissu. ce type de métier à tisser a été utilisé jusqu'à une période très récente (vingtième siècle en Scandinavie).